# 黒河・騰衝線

黒河・騰衝人口分布線

中国の人口密度データ（2010年）

黒河・騰衝線（ヘイホー・トンチョンせん、こっか・とうしょうせん、簡体字: 黑河-腾冲线; 繁体字: 黑河-騰衝線; 拼音: Hēihé-Téngchōng xiàn）は、中華人民共和国（中国）、東北部国境の黒竜江省黒河市（旧称・璦琿（アイグン））から西南部国境の雲南省保山市騰衝市まで地図上で引いた線。中国人口分布の極端な偏りを示す線である。
旧称を用いて璦琿・騰衝線、あるいは提唱者の名をとって胡煥庸線（英語: Hu Line）とも呼ばれる。

## 初出と追跡調査
1935年に地理学者胡煥庸により、この線（当時は「璦琿・騰衝線」）の東部は約400万km2、国土の約36%、西部は約700万km2で総国土の約64%を占める一方、人口分布については、東部が約4億人で、総人口の96％程度を占めるのに対して、西部は約1800万人で総人口の4％となり、極端に偏った人口分布となっていることが、1933年の人口分布図と人口密度図に基づき発見され、同年中国地理学会の学会誌『地理学報』の論文「中国人口之分布」中に発表された。その後、米国の『Geographical Review』にも掲載され、さらに、英独の著名な学会誌にも掲載され紹介された。
1987年、胡煥庸は、1982年の人口調査を元に再調査した結果、東部:西部は面積比の42.9%対57.1%に対して、人口比は94.4%対5.6%という結果を得ている。なお、1935年と比べると、台湾（1935年当時日本領）を対象に含めており、モンゴル人民共和国（外蒙古）を対象から除いている。また、1983年4月、愛琿県が黒河市に併合されたため、黒河・騰衝線と呼称されるようになった。
2002年の調査でも、1987年とほぼ同様の結果となっている。

## 地理的意義
この線は、大興安嶺山脈-陰山山脈-四川盆地西縁の高原地域（チベット高原の一部）を結ぶ線（大興安嶺・四川線という場合もある）とほぼ一致しており、これは海抜500m、平均年間降水量500mmの目安でもある。ここから東が農耕地帯であり、中国経済活動の舞台であり、住民のほとんどは漢民族となる、いわゆる中国本土である。一方、西は、乾燥地帯であって、農耕には適さずオアシス農業・牧畜等（伝統的には遊牧）が中心。民族構成も漢民族が減り、モンゴル族、ウイグル族、チベット族等の少数民族が中心となり、広西チワン族自治区以外の4民族自治区は、この地域に所在する。
東西で経済格差が大きく、民族問題とあいまって社会問題となっている。

## 参考
- 秦嶺・淮河線